# فرودگاه کریلو
فرودگاه کریلو (به انگلیسی: Carrillo Airport) یک فرودگاه همگانی و خصوصی با کد یاتا RIK است . این فرودگاه در کشور کاستاریکا قرار دارد و در ارتفاع ۲ متری از سطح دریا واقع شده‌است.